# Eotetranychus lonchocarpi
Eotetranychus lonchocarpi är en spindeldjursart som beskrevs av Meyer 1974. Eotetranychus lonchocarpi ingår i släktet Eotetranychus och familjen Tetranychidae. Inga underarter finns listade i Catalogue of Life.